# Polbruk
Polbruk S.A. – producent kostki brukowej i betonowych wyrobów drogowych, działający na polskim rynku od 1991 roku. Od 1997 stanowi część międzynarodowego koncernu CRH plc. Według badań agencji Millward Brown, Polbruk jest najbardziej rozpoznawalną marką na rynku kostki brukowej w Polsce.

## Działalność
Firma posiada 25 lat doświadczenia na polskim rynku oraz 18 zakładów produkcyjnych z 26 liniami produkcyjnych. Zatrudnia blisko 630 osób. Na jej ofertę składa się aktualnie ponad 400 produktów, które dzięki szerokiej sieci dystrybucji są dostępne w całej Polsce.
Polbruk w ramach polityki zaangażowania społecznego (CSR) podejmuje liczne działania skierowane do społeczności lokalnych. Wspiera imprezy i drużyny sportowe, szczególnie te związane z siatkówką. Włącza się w proces rewitalizacji miast i gmin. Promuje bezpieczeństwo na drogach i akcje związane z ochroną środowiska. Z jej inicjatywy 12 września obchodzony jest Dzień Brukarza.

## Produkcja
Łączne możliwości produkcyjne firmy sięgają 15 mln m kw. wyrobów drogowych rocznie. Oferowane produkty składają się na portfolio 5 linii produktowych Polbruk: Styl, Klasyka, Architektura, Technika i TOP Polbruk (Taras-Ogród-Patio). Oferta obejmuje zarówno kostki przemysłowe, jak i szlachetne – produkty o wielu kształtach, kolorach, fakturach i zastosowaniach (m.in. gładkie, płukane, postarzane), a także elementy z fazą oraz bez fazy (czyli ukośnie ściętą bądź zaokrągloną górną krawędzią). Ponadto firma oferuje płyty tarasowe wet-cast o grubości 4 cm, które odwzorowują naturalną fakturę kamienia bądź drewna. W portfolio są też elementy małej architektury ogrodowej: murki, obrzeża i palisady.
Najbardziej rozpoznawalnymi realizacjami z wykorzystaniem produktów Polbruk są : 
- ulica Piotrkowska w Łodzi, na której znajdują się żeliwne tabliczki z imionami i nazwiskami mieszkańców tego miasta,
- odremontowana stacja kolejowa Gdańsk Wrzeszcz,
- Skwer Kościuszki w Gdyni,
- Rynek Miejski w Boguchwale,
- osiedle apartamentowców Lea 251 w Krakowie,
- deptak otaczający halę Tauron Arena w Krakowie[7].

## Zakłady produkcyjne
Zakłady produkcyjne Polbruk SA są zlokalizowane w 20 miastach: 
Gdańsk, Bydgoszcz, Koszalin, Piechcin, Łódź, Olsztyn, Warszawa, Pruszków, Dębica, Kielce, Kraków, Lublin, Rzeszów, Kotlarnia, Legnica, Tarnowskie Góry, Prószków, Opole, Libiąż, Żory.

## Nagrody i wyróżnienia
Marka Top of Mind – wg badań przeprowadzonych przez niezależną firmę badawczą Millward Brown (marzec – maj 2016) - firma Polbruk jest najbardziej rozpoznawalną marką na rynku kostki brukowej w Polsce. Badanie było przeprowadzane w formie wywiadów jakościowych i ilościowych, a jego wyniki potwierdzają, że niemal wszyscy użytkownicy mający styczność z branżą, rozpoznają markę Polbruk.
W 2017 roku marka zdobyła nagrodę Dobry Wzór 2017 w kategorii sfera publiczna za kostkę z efektem luminescencji Polbruk Lumia. W tym samym konkursie produkt został wyróżniony również w kategorii specjalnej „Wzór Roku” przez ówczesnego ministra finansów Mateusza Morawieckiego.